# Ajin
Ajin : Semi-humain (亜人, Ajin) est un seinen manga de Gamon Sakurai. Il est prépublié entre  juillet 2012 et février 2021 dans le magazine good! Afternoon de l'éditeur Kōdansha, le 17e et dernier volume est paru le 7 mai 2021. La version française est publiée par Glénat à partir de juillet 2015.
Le manga est adapté en anime par le studio Polygon Pictures, tout d'abord en une trilogie de films d'animation entre novembre 2015 et septembre 2016, et en série télévisée d'animation diffusée entre janvier et décembre 2016 sur MBS au Japon et en streaming sur Netflix à l'international.
Une adaptation au cinéma, Ajin : Semi-humain, est sortie le 30 septembre 2017.

## Synopsis
Après s'être fait renverser par un camion, Kei Nagai, jeune étudiant, découvre qu'il est un « Ajin », un être vivant immortel. Les Ajin étant considérés comme des monstres immortels puis comme des spécimens précieux pour le progrès de l'humanité, Kei est désormais chassé par les humains et son seul soutien est son meilleur ami Kaito.

## Personnages
Kei Nagai (永井 圭)
Kei est un jeune lycéen. Un jour, il se fait renverser par un camion en rentrant des cours et se découvre être un Ajin. Il est froid, extrêmement intelligent mais malgré les événements, il se montre dépendant des autres et perdu. Toutefois, il essayera de lutter pour pouvoir réussir à se débrouiller seul et certaines de ses actions tendent pourtant à prouver que malgré ses dires, il est profondément humain.
Kaito (海斗)
Kaito, surnommé Kai, était l'ami d'enfance de Kei, jusqu'à ce que celui-ci coupe les ponts du jour au lendemain. Malgré cela, il reste fidèle à Kei et est prêt a tout risquer pour l'aider. C'est un humain normal, si ce n'est extrêmement courageux.
Satô (佐藤)
Satô est un vieil homme dont le but est inconnu . Cependant, à première vue, il lutte activement pour les droits des ajins et travaille avec Kôji Tanaka qu'il a libéré des laboratoires du gouvernement pour le faire rejoindre son combat. Aussi surnommé "l'homme au chapeau", Satô est très craint par Yû Tosaki et Izumi Shimomura, travaillant tous deux au ministère de la santé dans la capture des ajins.
Yû Tosaki (戸崎)
Yû Tosaki est un agent du ministère de la santé, travaillant activement à la capture des ajins, dont Kei Nagai. Il n'apparaît jamais sans Izumi Shimomura, son garde du corps. Yô Tosaki a une personnalité plutôt froide, tâchant de ne pas impliquer ses émotions dans son travail pour parfaire la qualité de ce qu'il fait.
Izumi Shimomura (下村 泉)
Izumi Shimomura est le garde du corps de Yô Tosaki, agent du ministère de la santé dans la capture des ajins. Izumi accompagne toujours Yô, répondant au moindre de ses ordres et s’efforçant d'appliquer ses conseils à la lettre. C'est une femme très intimidée par son chef, qui se montre souvent gênée par sa présence et qui s’inquiète énormément au moindre faux pas dans son travail.
Kôji Tanaka (田中 功次)
Kôji Tanaka est un ajin, jadis capturé par le ministère de la santé mais, depuis, relâché par Satô à la suite d'expériences impliquant sa mort à répétition pour différents buts. À la suite de cet événement, Kôji développe une forte haine à l'encontre des humains, et souhaitera se battre pour les droits des ajins avec Satô. Kôji n'est pas très doué pour tirer avec une arme, ce qui lui vaudra par moments quelques moqueries.
Eriko Nagai (永井 慧理子)
Eriko Nagai est la petite sœur de Kei Nagai. Hospitalisée, elle éprouve une forte haine envers son ainé qui, par le passé, s'est montré incroyablement inhumain en décidant de rompre ses relations avec Kaito, ami d'enfance, sous la demande sa mère. À la suite de la découverte de Kei en tant qu'ajin, le ministère de la santé va enquêter à son sujet au près d'elle, ce qui permettra de soupçonner qu'il est un ajin possédant un I.B.M (Invisible Black Matter).
Ikuya Ogura (オグラ イクヤ)

## Manga
La publication d'Ajin débute le 6 juillet 2012 dans le magazine good! Afternoon. Le manga est initialement écrit par Tsuina Miura ; toutefois son nom n'est plus crédité après le premier tome, et Gamon Sakurai s'occupe seul de l’œuvre depuis. Le premier volume relié est publié par Kōdansha le 7 mars 2013. La série est éditée en Amérique du Nord par Vertical, et Crunchyroll publie la version numérique depuis mars 2014. La version française est publiée par Glénat à partir de juillet 2015.

### Liste des volumes
| no | Japonais         | Japonais          | Français         | Français          |
| no | Date de sortie   | ISBN              | Date de sortie   | ISBN              |
| --- | ---------------- | ----------------- | ---------------- | ----------------- |
| 1 | 7 mars 2013      | 978-4-06-387868-4 | 1er juillet 2015 | 978-2-344-00744-0 |
| Liste des chapitres : - Dossier 01 : La révélation et les actions qui en découlent (発覚とその後の行動について, Hakkaku to sonogo no kōdō ni tsuite) - Dossier 02 : J+0, événements nocturnes (１日目、深夜の事象について, 1-Nichi-me, shinya no jishō ni tsuite) - Dossier 03 : La fuite et la menace (逃走と脅威について, Tōsō to kyōi ni tsuite) - Dossier 04 : L'interrogatoire et le complice (尋問と協力者について, Jinmon to kyōryoku-sha ni tsuite) - Dossier 05 : Apparitions et organisations (発現と組織について, Hatsugen to soshiki ni tsuite) |                  |                   |                  |                   |
| 2 | 7 juin 2013      | 978-4-06-387902-5 | 2 septembre 2015 | 978-2-344-00745-7 |
| Liste des chapitres : - Dossier 06 : Nouveau Départ (心機一, Shin Kiitten) - Dossier 07 : 003 - Dossier 08 : Blindness - Dossier 09 : Killtacular (キルタキュラー, Kirutakura) - Dossier 00 : L'affaire Shinya Nakamura (中村慎也事件, Nakamura Shin’ya Jiken) |                  |                   |                  |                   |
| 3 | 7 novembre 2013  | 978-4-06-387934-6 | 18 novembre 2015 | 978-2-344-00746-4 |
| Liste des chapitres : - Dossier 10 : Le vrai Kei Nagai 1 (本当の永井 圭1, Hontō no Nagai Kei 1) - Dossier 11 : Le vrai Kei Nagai 2 (本当の永井 圭2, Hontō no Nagai Kei 2) - Dossier 12 : Le vrai Kei Nagai 3 (本当の永井 圭3, Hontō no Nagai Kei 3) - Dossier 13 : Opération A (作戦A, Sakusen A) - Dossier 14 : En coulisse (舞台裏, Butaiura) |                  |                   |                  |                   |
| 4 | 7 mai 2014       | 978-4-06-387972-8 | 3 février 2016   | 978-2-344-01279-6 |
| Liste des chapitres : - Dossier 15 : Fighter (ファイター, Faita) - Dossier 16 : Le fuyard (逃亡者, Tōbō-sha) - Dossier 17 : Double team (ダブルチーム, Daburuchīmu) - Dossier 18 : À la marge (フリンジ, Furinji) - Dossier 19 : On va leur en mettre plein la vue ! (派手に行こうぜ！, Hade ni ikōze!) |                  |                   |                  |                   |
| 5 | 7 novembre 2014  | 978-4-06-388007-6 | 11 mai 2016      | 978-2-344-01280-2 |
| Liste des chapitres : - Dossier 20 : Sucker Punch (サッカーパンチ, Sakkāpanchi) - Dossier 21 : Battlefield: Bad Company (バトルフィールド バッドカンパニー, Batorufīrudo Baddo Kanpanī) - Dossier 22 : Un Ajin (亜人, Ajin) - Dossier 22.5 : Ajin 2 (亜人②, Ajin 2) - Dossier 23 : L'élu (選ばれた男, Erabareta Otoko) - Dossier 24 : Come with me !! |                  |                   |                  |                   |
| 6 | 5 juin 2015      | 978-4-06-388067-0 | 6 juillet 2016   | 978-2-344-01281-9 |
| Liste des chapitres : - Dossier 25 : Premier jour (初日, Shonichi) - Dossier 26 : Genius ?! - Dossier 27 : Izumi Shimomura (下村 泉, Shimomura Izumi) - Dossier 28 : Le mur (壁, Kabe) |                  |                   |                  |                   |
| 7 | 6 novembre 2015  | 978-4-06-388098-4 | 5 octobre 2016   | 978-2-344-01749-4 |
| Liste des chapitres : - Dossier 29 : Listen !! - Dossier 30 : Call of Duty - Dossier 31 : Don't say "lazy" - Dossier 32 : L'assaut (攻撃開始, Kōgeki Kaishi) - Dossier 33 : Invincibles (無敵, Muteki) |                  |                   |                  |                   |
| 8 | 6 mai 2016       | 978-4-06-388137-0 | 15 février 2017  | 978-2-344-01750-0 |
| Liste des chapitres : - Dossier 34 : Splinter Cell (スプリンターセル, Supurintā Seru) - Dossier 35 : The Man Trap - Dossier 36 : Doom - Dossier 37 : Shadow Run (シャドウラン, Shadōran) - Dossier 38 : Battlefield Hardline (バトルフィールドハードライン, Batorufīrudo Hādorain) |                  |                   |                  |                   |
| 9 | 7 octobre 2016   | 978-4-06-388189-9 | 5 juillet 2017   | 978-2-344-02316-7 |
| Liste des chapitres : - Dossier 39 : Battlefield Hardline: 2 (バトルフィールドハードライン 2, Batorufīrudo Hādorain 2) - Dossier 40 : Battlefield Hardline: 3 (バトルフィールドハードライン 3, Batorufīrudo Hādorain 3) - Dossier 41 : Après la fête (祭りのあと, Matsuri no ato) - Dossier 42 : Hirasawa (平沢, Hirasawa) - Dossier 43 : Dispute ((ケンカ, Kenka) |                  |                   |                  |                   |
| 10 | 7 avril 2017     | 978-4-06-388189-9 | 22 novembre 2017 | 978-2-344-02316-7 |
| Liste des chapitres : - Dossier 44 : Liens du sang (血筋, Chisuji) - Dossier 45 : U&I - Dossier 46 : Bonjour ! À demain ! ((おはよう、またあした, Ohayō, mata ashita) - Dossier 47 : Call of Duty: Infinite Warfare - Dossier 48 : Bande de perdants (負け犬共, Makeinu domo) |                  |                   |                  |                   |
| 11 | 7 septembre 2017 | 978-4-06-388285-8 | 18 avril 2018    | 978-2-344-02876-6 |
| Liste des chapitres : - Dossier 49 : Steep road (スティープ ロード, Sutīpu rōdo) - Dossier 50 : Le lieu du rendez-vous (約束の地, Yakusoku no chi) - Dossier 51 : Fury (フューリー, Fyūrī) - Dossier 52 : When, Where, Who - Dossier 53 : Conviction (コンヴィクション, Konvikushon) |                  |                   |                  |                   |
| 12 | 7 mai 2018       | 978-4-06-511462-9 | 7 novembre 2018  | 978-2-344-02877-3 |
| Liste des chapitres : - Dossier 54 : Pour la cause (大義, Taigi) - Dossier 55 : Le paradis (パラダイス, Paradaisu) - Dossier 56 : ROLLING STAR - Dossier 57 : Par delà la logique (論理を越えて, Ronri wo Koete) |                  |                   |                  |                   |
| 13 | 7 novembre 2018  | 978-4-06-513444-3 | 2 mai 2019       | 978-2-34-403627-3 |
| Liste des chapitres : - Dossier 58. Everything that has a beginning has an end - Dossier 59. H-Hour - Dossier 60. D-day - Dossier 61. ADGp - Dossier 62. Trash mob |                  |                   |                  |                   |
| 14 | 7 juin 2019      | 978-4-06-516045-9 | 15 janvier 2020  | 978-2-34-404039-3 |
| Liste des chapitres : - Dossier 63. Strike back - Dossier 64. Lui (それは, Soreha) - Dossier 65. Le temps de la confrontation (対立の時, Tairitsu no toki) - Dossier 66. Ex aequo (平等に (Byōdō ni)) - Dossier 67. La victoire (勝利, Shōri) |                  |                   |                  |                   |
| 15 | 7 novembre 2019  | 978-4-06-517509-5 | 21 octobre 2020  | 978-2-34-404298-4 |
| Liste des chapitres : - Dossier 68. Retour à la case départ - Dossier 69. Kaito - Dossier 70. Dédicace - Dossier 71. Délibération - Dossier 72. Limites - Dossier 73. Le pire |                  |                   |                  |                   |
| 16 | 7 mai 2020       | 978-4-06-519476-8 | 17 février 2021  | 978-2-34-404538-1 |
| Liste des chapitres : - Dossier 74. Flood - Dossier 75. Envol vers l'inconnu - Dossier 76. Diehards - Dossier 77. Parodie - Dossier 78. Final Run |                  |                   |                  |                   |
| 17 | 7 mai 2021       | 978-4-06-522989-7 | 20 octobre 2021  | 978-2-34-404705-7 |
| Liste des chapitres : - Dossier 79. Prologue - Dossier 80. The One - Dossier 81. Même en vain - Dossier 82. À la fin du voyage - Chapitre final. Tant qu'il y a de la vie |                  |                   |                  |                   |

## Anime

### Films
Une adaptation en trilogie de films d'animation est annoncée en juin 2015. Le premier film, Shōdō, est diffusé le 27 novembre 2015 au Japon. Le deuxième film, Shōtotsu, est sorti le 6 mai 2016. Le troisième film, Shōgeki, est sorti le 23 septembre 2016.

Logo de l'anime.

### Série télévisée
L'adaptation en une série télévisée d'animation (anime) est annoncée en septembre 2015. Celle-ci est réalisée au sein du studio Polygon Pictures par Hiroaki Ando et Hiroyuki Seshita, sur un scénario de Hiroshi Seko et des compositions de Yugo Kanno. Elle est diffusée initialement à partir du 16 janvier 2016 sur MBS au Japon, puis en streaming sur Netflix dans le reste du monde. La première saison de la série comporte 13 épisodes de 24 minutes.
Début septembre 2016, le site officiel de l’anime a annoncé que la seconde saison sera diffusée sur MBS et TBS à partir du 7 octobre 2016, et sur BS TBS à partir du 8 octobre 2016.

#### Saison 1
| No | Titre français                                                      | Titre original                                                                                    | Date de 1re diffusion |
| -- | ------------------------------------------------------------------- | ------------------------------------------------------------------------------------------------- | --------------------- |
| 1  | Ces choses n'ont rien à voir avec nous                              | 僕らには関係ない話 Bokura ni wa Kankeinai Hanashi                                                 | 16 janvier 2016       |
| 2  | Pourquoi ? J'ai rien fait de mal !                                  | 何でこんなことになったんだ。僕は悪くないのに Nande kon'na kotoni natta nda. Boku wa warukunainoni | 23 janvier 2016       |
| 3  | Je crois que c'est fini                                             | もうダメじゃないかな Mō Dame Janai ka na?                                                         | 30 janvier 2016       |
| 4  | As-tu déjà vu un fantôme noir ?                                     | 君は黒い幽霊を見たことがあるか Kimi wa Kuroi Yuurei o Mita Koto ga Aruka?                         | 6 février 2016        |
| 5  | Tu comptes sur eux pour t'aider, tu es une ordure de la pire espèce | いざとなったら助けを求める最低なクズ Iza to Nattara Tasuke o Motomeru Saitei na Kuzu              | 13 février 2016       |
| 6  | Je vais te tuer, moi aussi                                          | 君もブチ殺してやる Kimi mo Buchikoroshite Yaru                                                    | 20 février 2016       |
| 7  | Je jure qu'ensuite, j'étoufferai toute l'affaire                    | そして必ず隠蔽する Soshite Kanarazu Inpei Suru                                                    | 27 février 2016       |
| 8  | Accrochez-vous                                                      | 衝戟に備えろ Shōgeki ni Sonaero                                                                   | 5 mars 2016           |
| 9  | Attends ! Discutons-en !                                            | 待て、もう一度話し合おう Mate, Mōichido Hanashiaō                                                 | 12 mars 2016          |
| 10 | Elles commencent à se décomposer dès qu'elles sont générées         | 発生と同時に崩壊が始まっている Hassei to Dōji ni Hōkai ga Hajimatte iru                           | 19 mars 2016          |
| 11 | Que le spectacle commence                                           | さあ、ショウタイムだ Sā, Shōtaimuda                                                               | 26 mars 2016          |
| 12 | Ouf ! Je suis épuisé                                                | いやあ、疲れたね Iyaa, Tsukareta ne                                                               | 2 avril 2016          |
| 13 | Sato, c'est votre faute !                                           | 佐藤さん、あんたのせいでメチャクチャだ Satō-san, Anta no Sei de Mechakuchada                      | 9 avril 2016          |

#### Saison 2
| No | Titre français                                          | Titre original                                                                  | Date de 1re diffusion |
| -- | ------------------------------------------------------- | ------------------------------------------------------------------------------- | --------------------- |
| 14 | Ça commence à me faire chier !                          | なんかめんどくさくなってきた Nanka Mendokusaku Natte Kita                       | 7 octobre 2016        |
| 15 | Tous aussi cons les uns que les autres                  | どいつもこいつもバカばっかりだ Doitsu Mo Koitsu Mo Baka Bakkari Da              | 14 octobre 2016       |
| 16 | J’ai toujours peur                                      | 俺はいつだって怖い Ore Wa Itsu Datte Kowai                                      | 21 octobre 2016       |
| 17 | Ça me donne envie de vomir                              | 反吐が出ますね Hedo Ga Demasu Ne                                                | 28 octobre 2016       |
| 18 | Kuro-chan, s’il te plait !                              | クロちゃん、お願い Kuro-chan, Onegai                                            | 4 novembre 2016       |
| 19 | C’est dur d’être une chienne                            | 飼い犬は大変だな Kaiinu Wa Taihenda Na                                          | 11 novembre 2016      |
| 20 | Kuro-chan, juste une dernière fois                      | クロちゃん、もう一度だけ Kuro-chan, Mōichido Dake                               | 18 novembre 2016      |
| 21 | Ce pays va devenir un peu instable                      | この国ちょっと大変なことになるから Kono Kuni Chotto Taihen na Koto ni Naru Kara | 25 novembre 2016      |
| 22 | C’est toi qui gâches ma vie !                           | 邪魔してるのはあんたの方だろ Jama shiteru no wa anta no hō daro                 | 2 décembre 2016       |
| 23 | Ne comptez pas sur moi                                  | 僕はやりませんよ Boku wa yarimasen yo                                           | 9 décembre 2016       |
| 24 | C’est vraiment la guerre                                | これじゃホントに戦争じゃないすか Kore ja honto ni sensou ja nai suka            | 16 décembre 2016      |
| 25 | Mais c’est vrai que tant que ça a l’air drôle, ça me va | でもまあ、面白そうだからいいけどね Demo mā, omoshiro-sōdakara īkedo ne          | 16 décembre 2016      |
| 26 | Je vous le promets, Satô-san                            | 僕も約束しますよ、佐藤さん Boku mo Yakusoku Shimasu yo, Satō-san                | 23 décembre 2016      |

### Doublage

#### Voix originales
- Mamoru Miyano : Kei Nagai
- Yoshimasa Hosoya : Kaito
- Aya Suzaki : Eriko Nagai
- Daisuke Hirakawa : Kōji Tanaka
- Hiroyuki Kinoshita : Ikuya Ogura
- Houchu Ohtsuka : Satō
- Jun Fukuyama : Kō Nakano
- Kenichi Suzumura : Sokabe
- Mikako Komatsu : Izumi Shimomura
- Takahiro Sakurai : Tosaki
- Tooru Sakurai : Araki

#### Voix françaises
- Bruno Borsu : Kei Nagai
- Olivier Premel : Kaito
- Erico Salamone :  Kōji Tanaka
- Frederik Haùgness :  Araki
- Gregory Praet : Takeshi Kotobuki
- Olivier Francart : Yū Tosaki
- Féodor Atkine : Ikuya Ogura
- Patrick Donnay :  Satō (Samuel T. Owen)
- Sébastien Hébrant : Sokabe
- Thibault Delmotte : Kō Nakano
- Anthony Lo Presti : Gen (1ère voix), Takeshi Kotobuki, Masumi Okuyama (2ème voix), Futoi
- Sophie Frison : Izumi Shimomura (1ère voix)
- Elsa Poisot : Izumi Shimomura (2ème voix)
- Alain Eloy : Douglas Almeida (1ère voix)

Source et légende : version française (VF) sur Anime News Network

## Films

### Films d'animation
Trois films d'animation sont sortis entre 2015 et 2016.

## Accueil
Du 18 novembre 2013 au 18 mai 2014, plus d'un million d'exemplaires de la série se sont écoulés, se classant à la 29e place du top Oricon.
En 2014, le manga est nommé au prix Manga Taishō, au prix culturel Osamu Tezuka et au prix du manga Kōdansha.